# Hepingmen (métro de Pékin)
Hepingmen (chinois simplifié : 和平门站 ; chinois traditionnel : 和平門站 ; pinyin : Hépíngmén  Zhàn) est une station de la ligne 2 du métro de Pékin.

## Situation sur le réseau
Établie en souterrain, la station Hepingmen de la Ligne 2 du métro de Pékin une boucle centrale, est située entre la station Xuanwumen et la station Qianmen.

## Services aux voyageurs

### Desserte

Installations
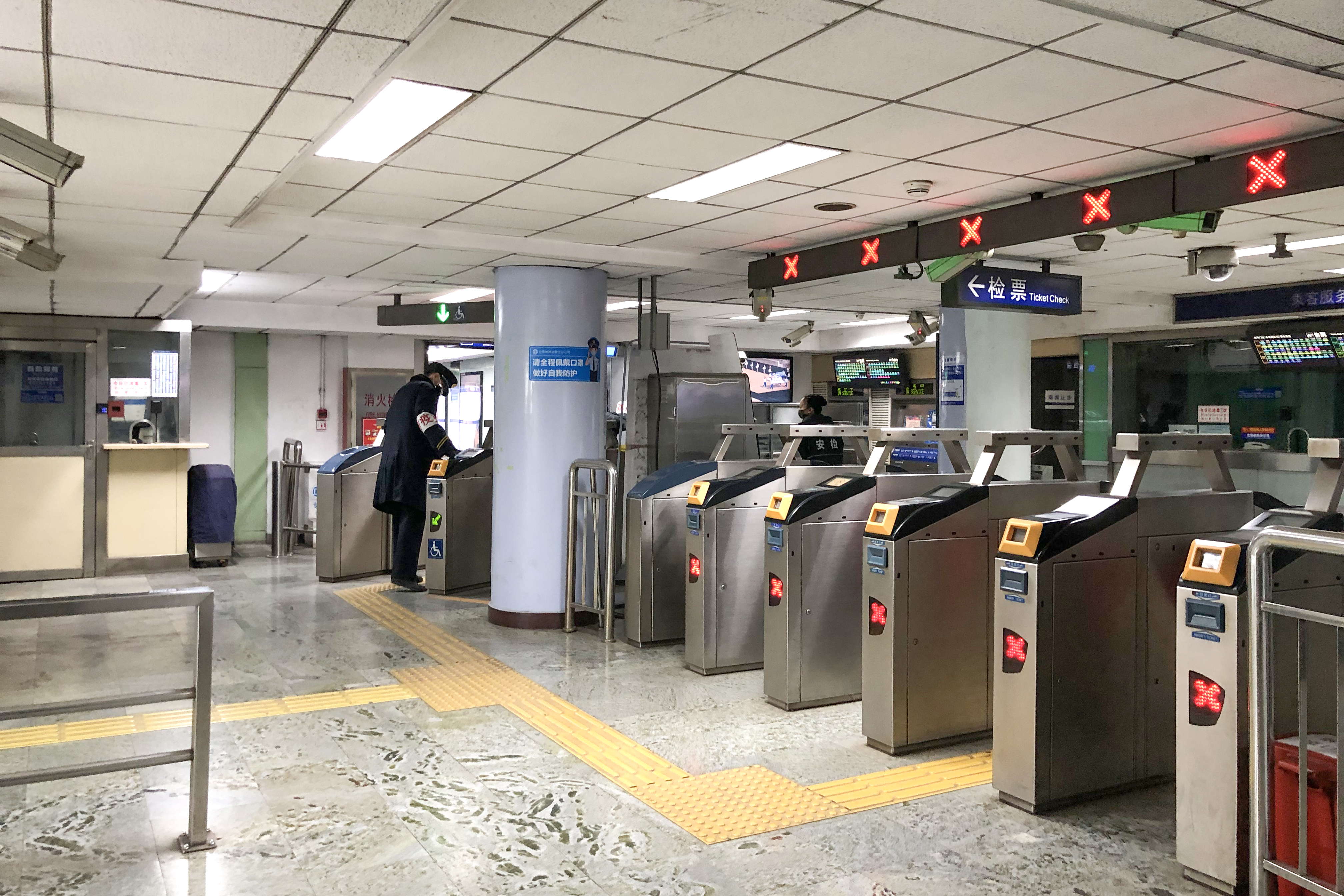
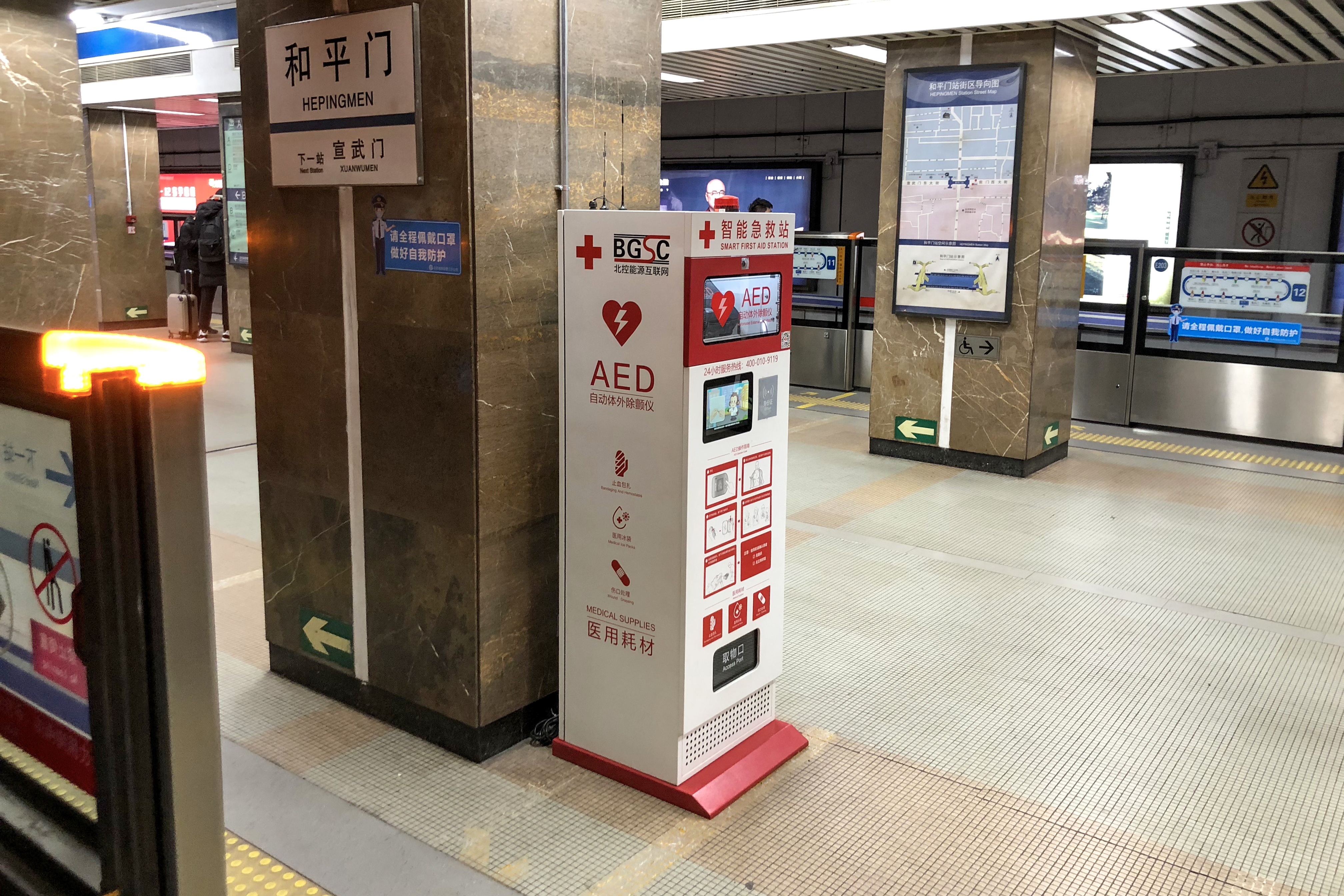
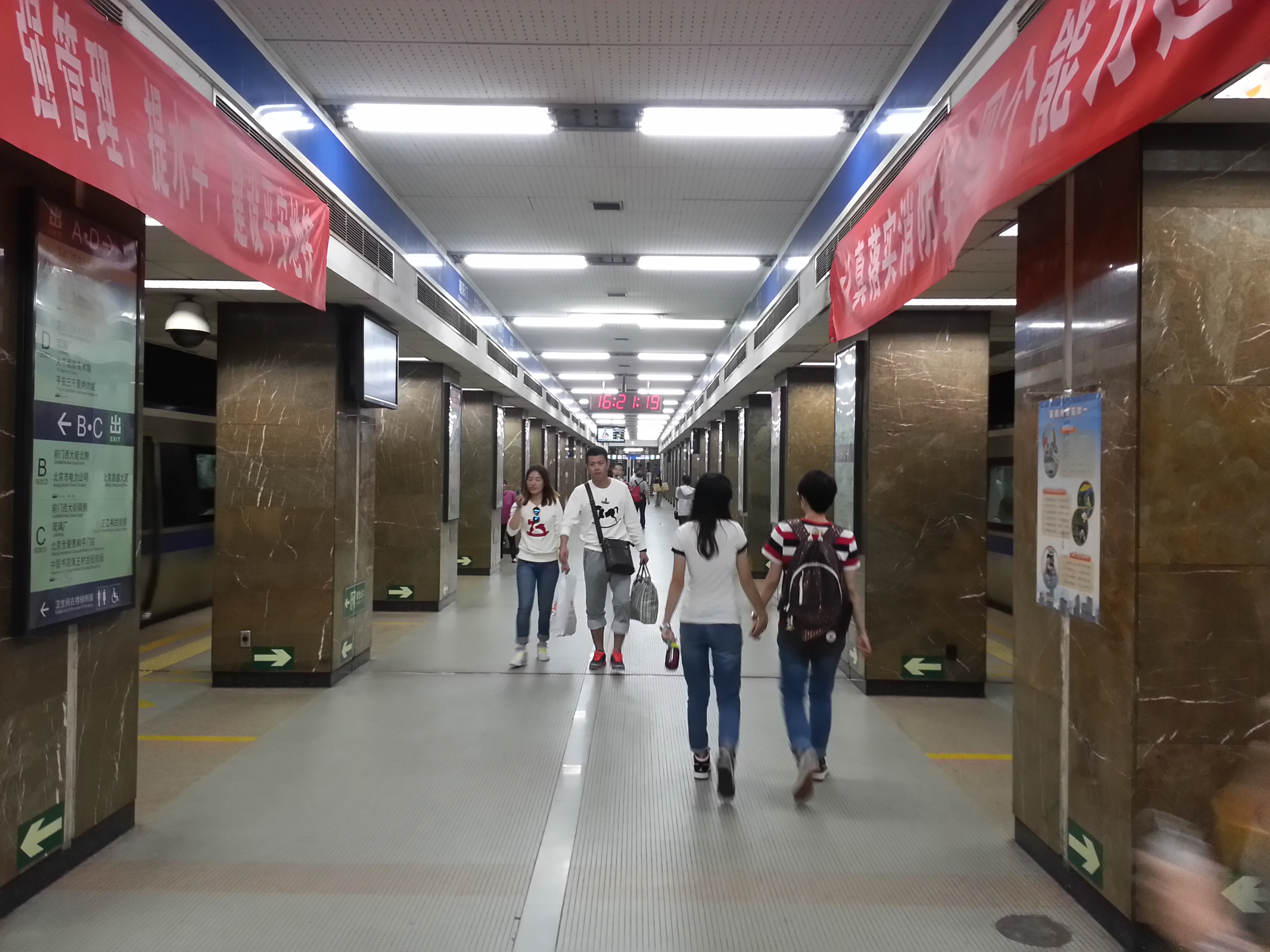